# Abtei Notre Dame (Soissons)

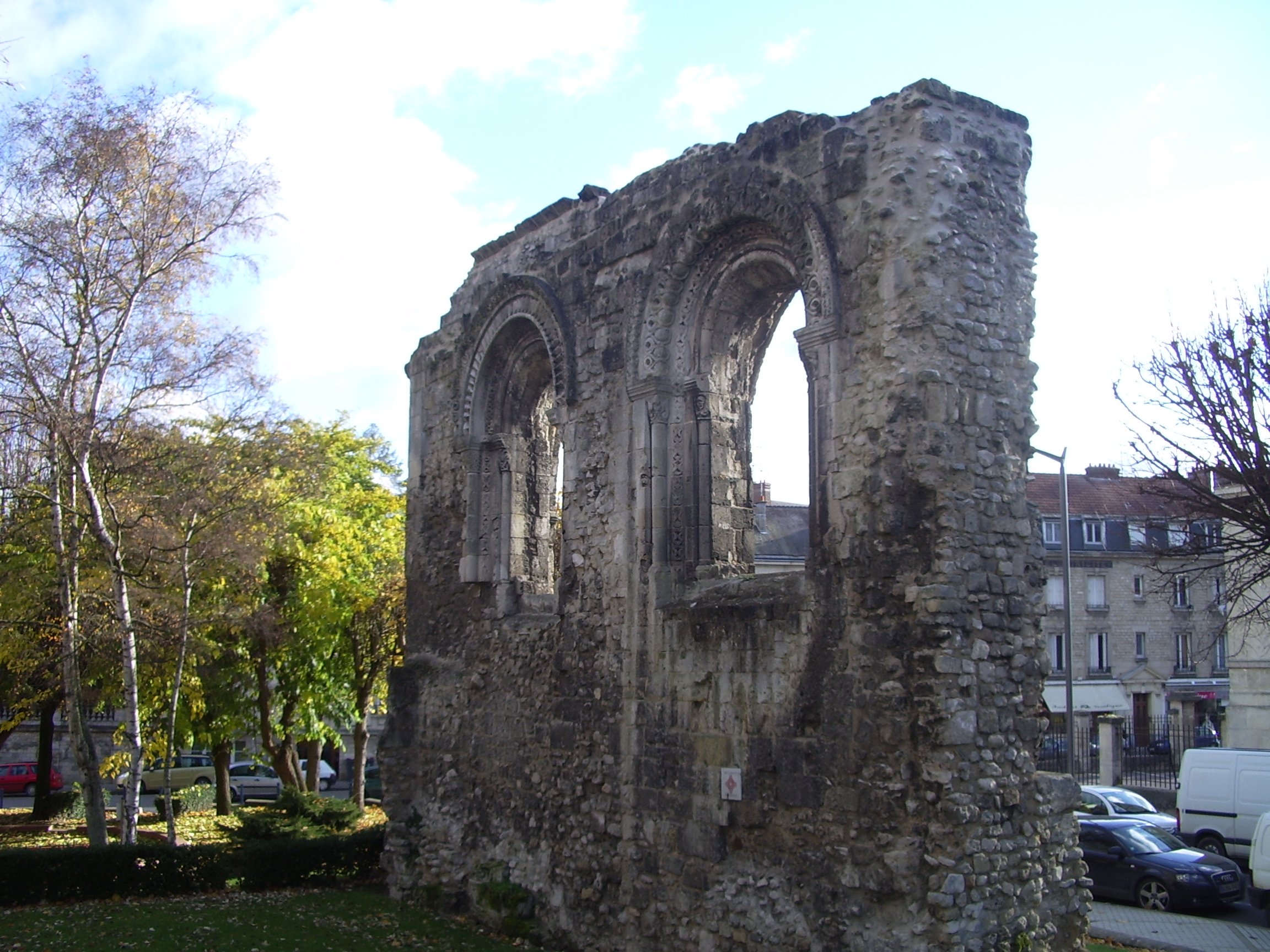
Die Ruine der Abteikirche von Notre Dame

Die Abtei Notre Dame war ein Kloster der Benediktinerinnen in der französischen Stadt Soissons (Département Aisne). Die als Ruinen erhaltenen Gebäudeteile sind seit 1913 als Monument historique klassifiziert.

## Geschichte

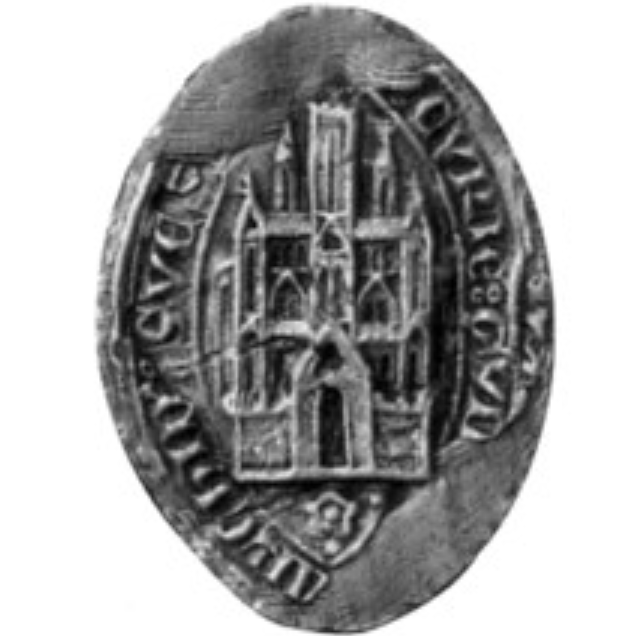
Siegel des Archidiakons Guy, 1266–1273

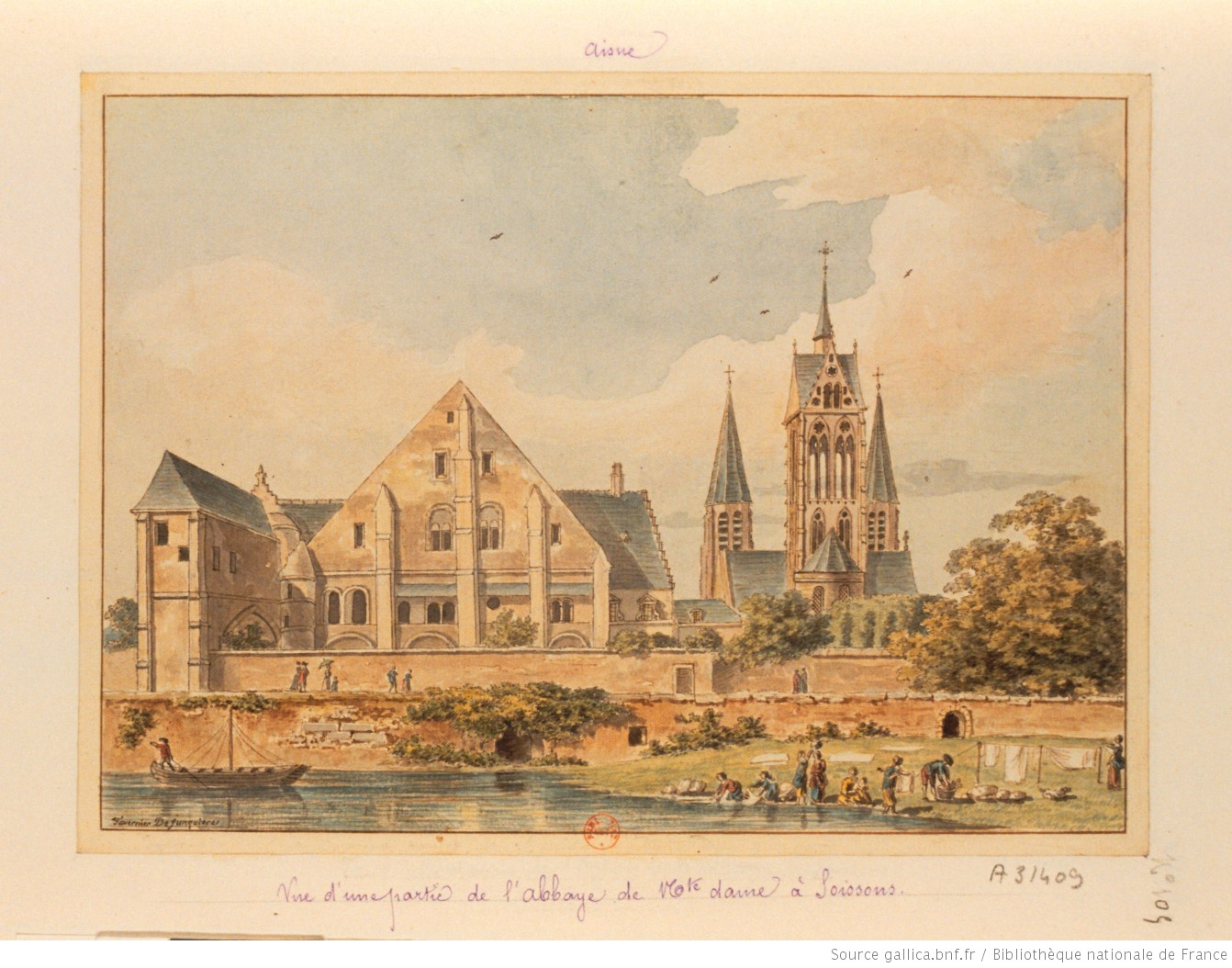
Abteikirche Notre-Dame, um 1800 noch mit gotischen Türmen

Die Abtei Notre Dame wurde unter den Merowingern zwischen 659 und 666 gegründet und später karolingische Reichsabtei. Gisela, die Schwester Karls des Großen, war hier Äbtissin und seine Tochter Rotrud Nonne. 
Unter Kaiser Ludwig dem Frommen wurde das Benediktinerinnenkloster Notre Dame zu Soissons Mutterkloster der Reichsabtei Herford, während die Benediktinerabtei Corbie Mutterkloster der Reichsabtei Corvey wurde. Eine bedeutende spätere Äbtissin war Katharina von Bourbon, die Tante Heinrichs IV.
Das einstmals umfangreiche Abteigelände umfasste drei Sakralbauten, die Abteikirche Notre Dame sowie die Kirchen St. Pierre und St. Genevieve. Weiter war die Abtei berühmt für ihre Reliquiensammlung, darunter den „Schuh Mariens“. Im Zuge der Französischen Revolution wurde die Abtei aufgehoben und abgerissen.

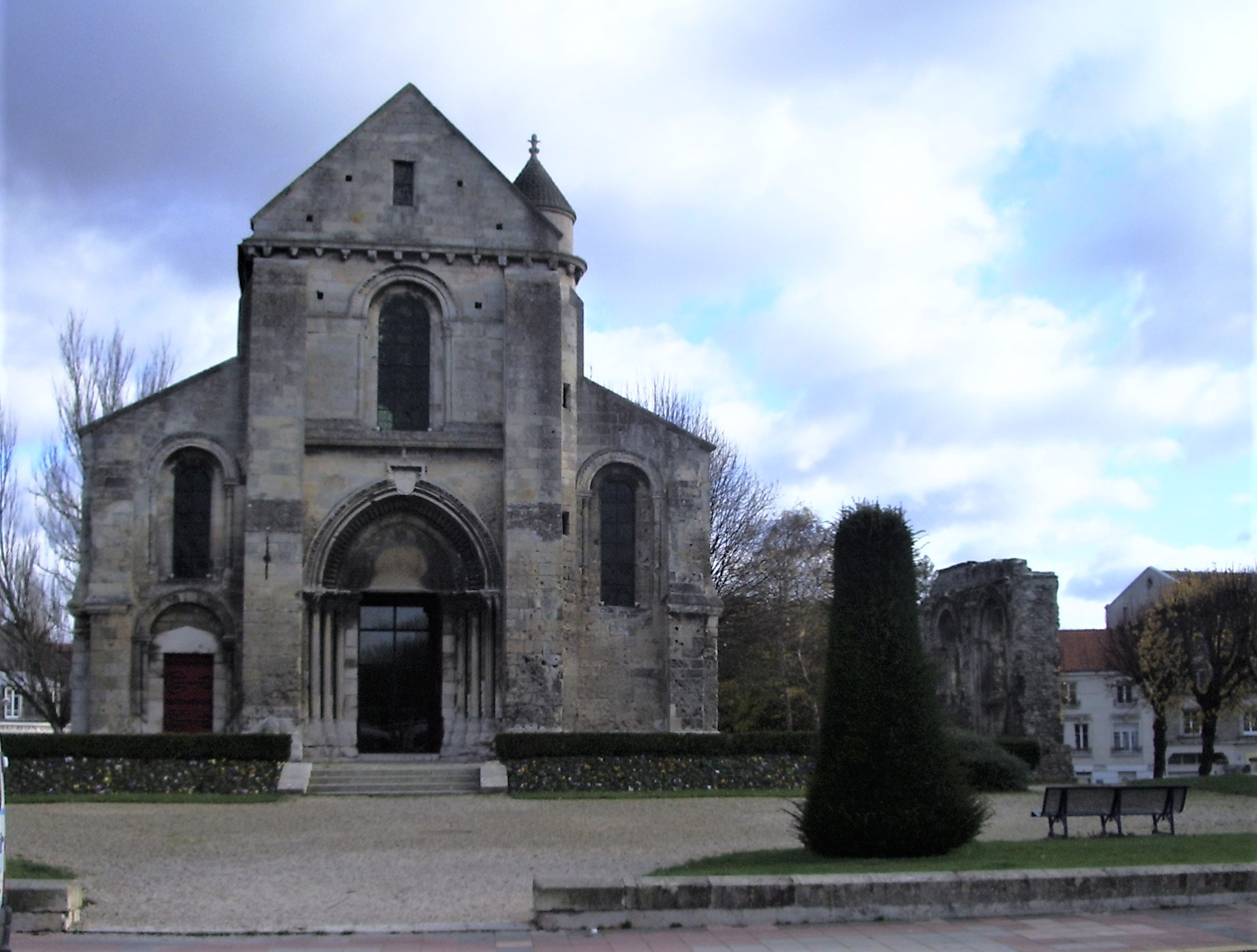
Die Westfassade von St. Pierre

Das ehemalige Abteigelände von Notre Dame erstreckt sich im heutigen Soissons vom Platz an der Kathedrale, dem Postamt sowie dem Justizpalast bis zum Ufer der Aisne. Erhalten haben sich von den Sakralbauten lediglich ein Stück des nördlichen Querschiffes der Abteikirche mit zwei ornamentgeschmückten romanischen Fenstern sowie die zwei westlichen Joche des Langhauses von St. Pierre, die heute als Ehrenmal dienen.